# Inpaichthys kerri
Genre
Espèce
Inpaichthys kerri est une espèce de poissons américains de la famille des Characidae. C'est la seule espèce du genre Inpaichthys (monotypique).
À noter que ce genre est parfois orthographié à tort Impaichtys, très probablement pour respecter la règle habituelle concernant le remplacement du « n » par un « m » devant la lettre « p ».
Le poisson a été trouvé au laboratoire en Europe, lorsque des œufs ramenés involontairement avec des plantes aquatiques ont éclos dans les aquariums[réf. souhaitée]. Tous les individus commercialisés par la suite en descendent[réf. souhaitée].

## Remarque
Ce genre et espèce sont à ne surtout pas confondre avec un genre très ressemblant, Nematobrycon, qui ne possède pas de nageoire adipeuse.

## Étymologie
Le nom du genre Inpaichthys reprend le sigle, « INPA », de l'Instituto Nacional de Pesquisas da Amazônia, qui a collecté les spécimens, et ichthys, « poisson ».
Son nom spécifique, kerri, lui a été donné en l'honneur de Warwick Estevam Kerr (1922-2018), entomologiste brésilien et alors directeur de l'Instituto Nacional de Pesquisas da Amazônia.

## Publication originale
- (pt + en) J. Géry et W. J. Junk, « Inpaichthys kerri n. g. n. sp., um novo peixe caracídeo do alto rio Aripuanã, Mato Grosso, Brasil », Acta Amazonica, INPA, vol. 7, no 3,‎ septembre 1977, p. 417-422 (ISSN 0044-5967 et 1809-4392, OCLC 423540997, lire en ligne).